# مقاطعة شوط
مقاطعة شوط‌ (بالفارسية: شهرستان شوط) هي إحدى مقاطعات محافظة أذربيجان الغربية في إيران. كان عدد سكان المقاطعة سنة 2016 حوالي 55.682 نسمة.